# Chinmi
Chinmi (jap. 珍味; dosł. rzadki smak, delikates) – potrawa kuchni japońskiej o delikatnym wyrafinowanym smaku, zaliczana do szczególnie rzadkich, najbardziej wyszukanych lub będących specjałami kuchni lokalnych. Trzy najwyżej cenione w Japonii tego rodzaju przysmaki to marynaty z: ikry jeżowca, ikry cefala i sfermentowanych wnętrzności trepanga (ogórka morskiego konowata).